# Magangué
Magangué est une ville de Colombie dans le département de Bolívar. La ville est située sur le fleuve Magdalena.

## Géographie

### Hydrographie
La municipalité est traversée par le río Magdalena. C'est aussi sur son territoire que le río Cauca conflue avec le Brazo de Loba, bras du río Magdalena.